# مريم (اسم)
مَريَم (ܡܪܝܡ) هُو الاسم الآراميّ لمَريَم أمُّ المسيح. قد ذُكرت بالتّرجمة الإغريقيّة للتناخ (العهد القديم)، وذُكر الاسم بالنّص الأصليّ للعهد الجديد و‌القرآن.
الاسم له نفس الصّيغة بالسّريانيّة، الجورجيّة والأرمينيّة. الاسم البديل باللُّغة العبريّة هو مِريام، واللّاتينيّة ماريّا. الصّيغة اللاتينيّة هي الصّيغة التي تمّ تبنّيها في جميع اللّغات الغربيّة الأوروبيّة الحديثة اتّباعاً للمسيحية. أمّا في التُّركيّة فتُلفظ مِريِم.
من المُمكن أن يكون أصل الاسم من المصريّة مري «المحبوبة» أو مر «الحُب»، أو مُشتقّ من المصريّة القديمة ميريتامين أو ميري آمون (محبوبة آمون).
الاسم كان الأكثر شُهرة في المُجتمع العبريّ القديم، ومن الممكن أن يكون أكثر اسم أُطلق على الإناث حديثات الولادة. الاسم ذُكر في القرآن في عدّة مواضع كامرأة عذراء وأمٌّ للمسيح. وفي الكتاب المُقدّس العهد القديم كأخت للنّبيين موسى و‌هارون، وفي العهد الجديد كأُمّ ليسوع المسيح ويُرمز إليها بالقدّيسة مريم العذراء، ومريم المجدليّة وغيرها كثيرات مِمّن ذُكروا باسم مَريم في التّقاليد المسيحيّة، أبرزهم مريم المجدلية.
ومن الجدير بالذّكر أنّه أيضًا اسم لزهرة مسك الرُّوم في اللغة الفارسية.

## شخصيات دينية
- مريم (أم يعقوب الصغير ويوسي وسالومة)
- مريم بنت عمران أم المسيح عيسى حسب المعتقد الإسلامي.
- مريم العذراء - أم المسيح حسب المعتقد المسيحي.
- مريم (أخت موسى) أخت النبيين موسى وهارون.
- مريم المجدلية - إحدى شخصيات الإنجيل.

## شخصيات
- مريم ميرزاخاني رياضياتية
- إخوان مريم
- مريم بن مامي ممثلة تونسية